# Ally McCoist
Alistair "Ally" Murdoch McCoist (Bellshill, Escocia, 24 de septiembre de 1962) es un entrenador escocés y exjugador de fútbol profesional y el último entrenador del Rangers Football Club hasta su desaparición de la Premier League de Escocia en junio de 2012. Actualmente sin club y terminó de dirigir al nuevo club fundado a partir de los activos de este último, The Rangers Football Club de la SFL First Division a mediados de 2015.
Su primer club profesional fue St Johnstone F.C.. Muchos clubes lo quisieron, pero Sunderland logró superar el resto de la ofertas. En Sunderland solo hizo 8 goles en 56 partidos. En 1983 fue fichado por el Rangers.
En Rangers, McCoist consiguió muchos campeonatos. Fue el mayor goleador en Europa en dos ocasiones (1992 y 1993), el "Jugador del año" de Escocia en 1992. McCoist es el mayor goleador de la historia de Rangers con 355 goles (251 en liga), el quinto de Escocia. También es miembro del Salón de la Fama de Fútbol Escocés con 61 partidos por su selección.
Terminó su carrera en Kilmarnock F.C.. En 2004 se unió al personal de la selección de Escocia que era dirigida por su exentrenador, Walter Smith.
McCoist es también conocido por su trabajo en la televisión británica y por ser el comentarista de los juegos de EA Sports FIFA, pero fue reemplazado por Clive Tyldesley y Andy Gray para FIFA 2006.

## Palmarés

### Como jugador

#### Torneos nacionales
| Título          | Club          | País    | Año  |
| --------------- | ------------- | ------- | ---- |
| Copa de la Liga | Rangers F. C. | Escocia | 1983 |
| Copa de la Liga | Rangers F. C. | Escocia | 1984 |
| Liga Escocesa   | Rangers F. C. | Escocia | 1985 |
| Liga Escocesa   | Rangers F. C. | Escocia | 1986 |
| Copa de la Liga | Rangers F. C. | Escocia | 1986 |
| Copa de la Liga | Rangers F. C. | Escocia | 1987 |
| Copa de la Liga | Rangers F. C. | Escocia | 1988 |
| Liga Escocesa   | Rangers F. C. | Escocia | 1989 |
| Copa de la Liga | Rangers F. C. | Escocia | 1989 |
| Liga Escocesa   | Rangers F. C. | Escocia | 1990 |
| Copa de la Liga | Rangers F. C. | Escocia | 1990 |
| Liga Escocesa   | Rangers F. C. | Escocia | 1991 |
| Copa Escocesa   | Rangers F. C. | Escocia | 1991 |
| Liga Escocesa   | Rangers F. C. | Escocia | 1992 |
| Copa de la Liga | Rangers F. C. | Escocia | 1992 |
| Liga Escocesa   | Rangers F. C. | Escocia | 1993 |
| Copa de la Liga | Rangers F. C. | Escocia | 1993 |
| Liga Escocesa   | Rangers F. C. | Escocia | 1994 |
| Liga Escocesa   | Rangers F. C. | Escocia | 1995 |
| Liga Escocesa   | Rangers F. C. | Escocia | 1996 |
| Copa de la Liga | Rangers F. C. | Escocia | 1996 |

#### Distinciones individuales
| Año  | Club          | Premio                                     |
| ---- | ------------- | ------------------------------------------ |
| 1985 | Rangers F. C. | Maximo goleador de la Scottish Premiership |
| 1991 | Rangers F. C. | Maximo goleador de la Scottish Premiership |
| 1991 | Rangers F. C. | Mejor Futbolista de la Temporada           |
| 1991 | Rangers F. C. | Bota de Oro                                |
| 1992 | Rangers F. C. | Maximo goleador de la Scottish Premiership |
| 1992 | Rangers F. C. | Bota de Oro                                |

## Clubes
| Club              | País       | Año       |
| ----------------- | ---------- | --------- |
| St Johnstone F.C. | Escocia    | 1978-1981 |
| Sunderland        | Inglaterra | 1981-1983 |
| Glasgow Rangers   | Escocia    | 1983-1998 |
| Kilmarnock        | Escocia    | 1998-2001 |

## Entrenador en "The Rangers Football Club"
En 2012, se convirtió en el entrenador del nuevo club de fútbol escocés "The Rangers Football Club" surgido de las cenizas del Rangers FC escocés que milita en la tercera división escocesa (cuarta división en Escocia) con el propósito de llevar al mítico Rangers nuevamente a la Premier league de Escocia.